# Giovanni Guarlotti
Giovanni Guarlotti, né le 19 novembre 1869 et mort le 9 mai 1954, est un  peintre italien, actif principalement à Turin.

## Biographie
Guarlotti est né à Galliate dans la province de Novara, d'une bonne famille. Il a d'abord étudié pour devenir ingénieur, quand il s'inscrit à l'Accademia Albertina, où il devient un élève de Demetrio Cosola, Andrea Marchisio et de Pier Celestino Gilardi.
Pier Celestino Gilardi l'aide à exposer à la Promotrice à Turin en 1894. Il peint des sujets variés dont des portraits, figures, les paysages et des animaux. Il a été influencé par le style Liberty, et par la pittura un tocchi caractéristique du style de Enrico Reycend. Giovanni Guarlotti est mort à Turin